# قرار مجلس الأمن التابع للأمم المتحدة رقم 1377
قرار مجلس الأمن التابع للأمم المتحدة رقم 1377، المعتمد بالإجماع في اجتماع وزاري عقد في 12 تشرين الثاني / نوفمبر 2001؛ اعتمد المجلس إعلانا بشأن الجهود المبذولة للقضاء على الإرهاب الدولي.
أشار مجلس الأمن، المؤلف من وزراء الخارجية،  إلى القرارات 1269 (1999) و1368 (2001) و1373 (2001) وأعلن أن الإرهاب الدولي يشكل تهديدًا خطيرًا للسلم والأمن الدوليين في القرن الحادي والعشرين وتحدًا للجميع. الدول والبشرية جمعاء. وأدان جميع الأعمال الإرهابية باعتبارها أعمال إجرامية وغير مبررة.
وشدد الإعلان على أن الإرهاب يتعارض مع المبادئ المنصوص عليها في ميثاق الأمم المتحدة ويعرض الأرواح للخطر ويهدد التنمية الاجتماعية والاقتصادية لجميع البلدان والاستقرار العالمي ككل. وعلاوة على ذلك، أكد أن اتباع نهج مستدام وشامل ضروري لمكافحة الإرهاب. وتحقيقا لهذه الغاية، يلزم بذل جهود لتوسيع التفاهم بين الحضارات ومعالجة النزاعات والقضايا العالمية.
ورحب المجلس بالتزام الدول الأعضاء بمكافحة الإرهاب الدولي، ودعا جميع الدول إلى تنفيذ القرار 1373 ومساعدة الآخرين في القيام بذلك. كما أقر مجلس الأمن بالتقدم الذي أحرزته لجنة مكافحة الإرهاب، وأشار إلى أن بعض البلدان تطلب المساعدة في تنفيذ جميع أحكام القرار 1373. ودعا لجنة مكافحة الإرهاب إلى استكشاف طرق لمساعدة الدول، وتعزيز أفضل الممارسات، وتحديد برامج المساعدة الفنية والمالية والتنظيمية والتشريعية أو غيرها من البرامج ودراسة روابط التآزر بين البرامج.
وأخيراً، دعا الإعلان جميع الدول إلى تكثيف الجهود للقضاء على الإرهاب الدولي.

## روابط خارجية
- نص القرار في undocs.org